# Топонимия Чувашии

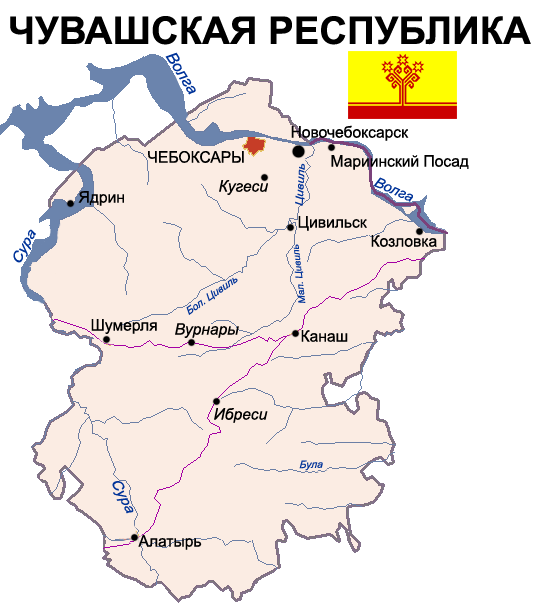
Карта Чувашии

Топонимия Чувашии — совокупность географических названий, включающая наименования природных и культурных объектов на территории Чувашской Республики.
24 июня 1920 года ВЦИК и Совнарком РСФСР приняли постановление об образовании Чувашской автономной области в составе РСФСР. 21 апреля 1925 года Всероссийский Центральный исполнительный комитет постановил преобразовать Чувашскую автономную область в Чувашскую Автономную Социалистическую Советскую Республику. В 1920-е годы обсуждалась идея изменения названия Чувашской АССР в Болгарскую АССР и переименования чувашей в болгар, вслед за переименованием черемис в марийцев. Это предложение не получило поддержки руководства и населения республики.
24 октября 1990 года Верховный совет Чувашской АССР принял декларацию о суверенитете республики и утвердил её новое название — Чувашская ССР. 24 мая 1991 года Съезд народных депутатов РСФСР утвердил данное название, внеся поправку в ст. 71 конституции РСФСР 1978 года. С 13 февраля 1992 года с принятием Закона «Об изменении наименования Чувашской ССР» Чувашская ССР стала называться Чувашская Республика. С тех пор название региона не менялось.

## История формирования
Согласно схеме топонимического районирования В. А. Жучкевича, Чувашская Республика относится к региону Среднее Поволжье, топонимический ландшафт которого характеризуется исключительной сложностью и пестротой. Это обусловлено большим разнообразием природных условий, а также исторических и этнографических отношений в регионе. Так, заселение побережья Волги русскими происходило из центральных районов страны «ступенчато», вдоль «волжской оси». При этом наряду с лесистыми пространствами тут встречаются участки степи и лесостепи, речные долины и пахотные угодья. Но одни и те же понятия на территории региона отображаются в зависимости от языка, в котором они выражены. В Чувашии нет такого единообразия топоформантов, которое наблюдается, например, на русском Севере или в Карелии.
Территория Чувашии характеризуется сложным чередованием славянских, финно-угорских и тюрко-татарских названий. Как правило, первые из них — самые молодые, последние — самые древние. Чувашский язык, как и татарский, относится к тюркским языкам, но имеет много финно-угорских заимствований. Типичными словами, входящими в состав сложных чувашских топонимов, являются каса(деревня), ял (село), кюль, кюле (озеро), вурман (лес), сырма (река), пось (голова), ой (поле) и т. д. Поэтому для Чувашии характерны такие называния, как Шоркасы (8 населённых пунктов), Арманкасы и т. д. Многие топонимы связаны с вышедшими из употребления личными именами — Торхан, Тигаш, Чаткас (Анат-Чаткас), Токташево (от имён Токта, Тукта) и др. По-видимому, древнейшим топонимическим пластом здесь был булгарско-тюркский.
По мнению В. Г. Егорова, на территории современной Чувашии жили предки современного марийского населения, затем в эти места пришли тюркоязычные народы, а финноязычные предки марийцев заняли места к северу от прежних ареалов своего обитания. В Чувашии сохранилось немало сёл, имеющих названия марийского происхождения:Туши, Сармас, Чуваш Сармас, Хураксур Сармас и т. д. Дочувашскими (видимо, марийскими) являются названия сёл на -нар, -нер: Вурнар, Аннер, Шанары, Идеснер, Кеннер, Кетеснер и т. д. По мнению В. А. Жучкевича, возможно, что здесь мы имеем дело не с миграциями народов, а с неизвестным финно-угорским народом, проживавшим ранее не только на территории современной Чувашии, а занимавшем более значительный ареал. Многие название селений носят печать глубокого архаизма и не могут быть объяснены с точки зрения тюркского языкознания. Некоторые селения известны под тремя названиями, многие — под двумя, и лишь некоторые — под одним. Это — своего рода «отложения» исторических периодов жизни чувашей. Первое из этих названий (в большинстве случаев уже непонятное) восходит к добулгарскому времени и в булгарский период оставалось без изменения, второе — появилось в период Казанского ханства по имени владетеля или наместника данной местности, а с приходом русских и построением православной церкви в данном селении последнее получало новое название. Например, булгарское название Куснар, татарское Байгулово, русское — Богоявленское, Ветнер — Решетниково, Йершер — Мартыново и т. д..

## Состав
По состоянию на 16 декабря 2022 года, в Государственный каталог географических названий РФ занесено 2771 название географических объектов Чувашской Республики, в том числе 1715 названий населённых пунктов. Ниже приводятся названия ряда ключевых географических объектов и населённых пунктов Чувашии с их этимологией.

### Гидронимы
- Сура — существует несколько версий этимологии гидронима. Согласно одной из них, возможно, происходит от горномарийского «шур» означающего «рог» (рог животного)[10]. По оценке Е. М. Поспелова, у мордвы река называется Сура, иногда Суро, в языке горных мари Шур, сравнить с удмуртским шур «река», коми шор «ручей». Всё это позволяет предполагать образование гидронима Сура из термина «река» на вымершем финно-угорском языке Поволжья[11].
- Большой Цивиль и Малый Цивиль — Э. М. Мурзаев происхождение гидронима Цивиль ассоциирует с прилагательным «цивильный» — «штатский, гражданский». Однако чуваши реку называют Ҫавал, а город — Цивильск, чувашское Ҫӗрпӱ — «селение сотника, командира сотни». По утверждению Р. Г. Ахметьянова, слово ҫавал или чуйыл мижерского происхождения и звучит как Цивиль. В чувашско-русском словаре Н. И. Золотницкого съавал или jайыл переводится «разлив», созвучно слову Цивиль (А. Д. Бикалов, Н. А. Бикалова. Прицивилье). Известный чувашский краевед Н. А. Архангельский первое упоминание о Цивиле относит ещё к 1183 г., ко времени Всеволода, князя Владимирского, воевавшего с «болгарами», предками местных чувашей. Тогдашнее название — Цевле, Цевиле, Чивиль. На месте Цивильска был городок Тух-чин (название чувашское). Цивиль по-чувашски называется Съявал, это слово, вероятно, трансформировалось в Цивиль, превратившийся у обрусевших чувашей в Чивиль (Золотницкий), у татар — Чуйль, у горных марийцев — Сывиль. Название Съявал образовалось из тюркского корня jай — «расстилать»,jaйыл — «разливаться», от которого произошло татар.-чув. слово jау(яю) (Золотницкий), что означало «разлив; поток». В русских летописях река Цивиль встречается под именем Цоъцы (например, Никоновская летопись 1184 г.)[12].
- Волга — название закрепилось примерно во второй половине XV века. Существует несколько версий происхождения названия. Согласно одной из них («славянской»), потамоним происходит от праславянского *Vьlga, ср. во́лглый — волога — влага. В пользу славянской версии говорит наличие рек Влга в Чехии и Вильга в Польше[13]. Имеются также версии происхождения потамонима из балтийских: ilga «длинный, долгий» → оз. Волго → р. Волга[14]; valka «ручей, небольшая река»[15], прибалтийско-финских (фин. valkea «белый», ср. Вологда; выр. Valgõ) и волжско-финских (др.-марийск. *Jylγ (из тюрк.), совр. мар. Юл) языков.
- Кубня — по оценке И. С. Дубанова, можно предположить происхождение гидронима от чувашского кёт — «пасти». Тюркские соответствия: алт., крым., кирг., чагат. кут — «оберегать, сохранять»; «пасти (скот)»; «охотиться, ловить (рыбу)»; татар., башк. /кот — «пасти (скот)». Возможно, от чувашского словосочетания кету кётнё — «пасли скот». От марийского куп- «болото», купан — «болотистый»[16].
- Була (чув. пăла), от татарского буа — «пруд, запруд, плотина». Вероятно, на реке было много плотин, запруд. Чуваши слово буа могли немного видоизменить. У них запруд, пруд называется пёве. Э. В. Севортян о глаголе «була» пишет, что это слово означает «течь», «мешать»[17].
- Киря — И. С. Дубанов приводит три версии этимологии гидронима:1)Кир — «земля, пропитанная нефтью на промыслах». В географической литературе употребляется для обозначения всякой рыхлой породы, сцементированной высохшей нефтью. 2)Кир- «грязь, вязкая глина» (тюрк., турец.), кири «грязь» (эвенкское и эвенское).Кирбулак — «так называют высыхающие речки в Казахстане» по Е. Койчубаеву. 3) Вероятно, происхождение гидронима Киря от эрзянского керь — «лубок, кора», кырьгов — «береста», куракш- «кустарник». Хотя все три слова относятся к лесу, более соответствует названию керь — «лубок, кора». Тем более, что неподалеку от реки Киря находится озеро Киркери, от эрзянского керь. Керь — множество лубков для получения мочала. Можно предположить, что Киря означает «мочальная»[18].
- Бездна — И. С. Дубанов приводит две версии: 1) Бездна — «бездонная пропасть; крутой глубокий обрыв, яма, круть». На самом деле в русле реки имеются глубокие ямы, омуты глубиной 3—2,5 м; 2) Возможно, гидроним произошел от переосмысленного и переоформленного эрзянского слова пезнака- «топкая; болотистая», что вполне соответствует характеру местности. Отсюда переход :Пезнака— Бездна[19].
- Унга — имеется 2 реки с таким названием. По мнению И. С. Дубанова, гидроним, скорее всего, происходит от марийского унгшо — «тихий, спокойный», что указывает на характер течения реки. Можно предположить и чувашский вариант происхождения названия: от чувашского унка — «круг», «кольцо». Ср. марийское ото — «петля»[20].
- Аниш (чув. Энĕш, Енĕш) — по оценке И. С. Дубанова, от глагола: турец. ин; чув. ан — «спускаться» (под гору, вниз по реке), «слезать». Тюркские соответствия: туркм., азерб., уйг. ан- «опускаться, спускаться»; казах. ин — «спускаться, опускаться», крым.-татар., чагат., туркм. аниш (анӗш) «схождение вниз (с горы); обрыв, долина, низменность», казах. инёш «широкий ручеек», азерб. эниш, турецк. иниш — «спуск, склон», татар. инеш — «речка, ручей»[21].
- Выла — название произошло от чувашского вылять — «играть», от рус. «вилять» (Виля)[22].
- Сорма — по мнению Э. М. Мурзаева, гидроним, скорее всего, образован от русского сарма — «перекат, речной порог» (вост.-рус.)[23]. В. А. Жучкевич относит гидроним к числу финно-угорских[24].

### Ойконимы
- Алатырь — основан в 1552 году как укрепление в устье реки Алатырь (Алатор), название укрепления произошло от гидронима. Исходная форма гидронима — мордовское Раторлей, этимология которого не установлена[25][26]. М. Фасмер выводит топоним из тюркских слов ala — пёстрый, пятнистый и tura — дом, строение, жилище, город[27].
- Канаш — возник как посёлок при станции Шихраны (открыта в 1893 г.). Название по близлежащей деревне. В 1920 году посёлок и станция переименованы в Канаш (чувашское канаш — «совет»); с 1925 года — город Канаш[28].
- Новочебоксарск — возник в 1960 году как посёлок строителей Чебоксарской ГЭС, спутник города Чебоксары, что и определило его название. С 1965 года официально город Новочебоксарск[29].
- Чебоксары — название «Чебоксар» известно в письменных источниках с 1469 года и происходило от гидронима реки Чебоксарки, в устье которой находится город; в основе гидронима распространённое у марийцев и мордвы дохристианское личное имя Чебак (вариант — Чебакса), которое сочетается с древним финно-угорским речным термином -ар — «река», то есть «река чебака». Известное в диалектах чувашского языка название этого города Шобашкар и современная литературная чувашская форма Шупашкар — более поздние переработки исходной финно-угорской формы. В начале XX века в употреблении закрепилась форма множественного числа — Чебоксары[30]. По оценкам ряда археологов, «из всех существующих версий происхождения названия города Шупашкар марийская (< гидроним Шовакшэнгер, прозрачно этимологизируемый на марийской почве) представляется наиболее убедительной»[31]:53.
- Шумерля — возник как посёлок при станции Шумерля (открыта в 1918 г.). По одной из версий, название «Шумерля», русифицированное от чувашского «Çĕмĕрлĕ», берёт начало от слова «сĕмĕрес — сĕмĕрлет», что в переводе на русский означает «разрушать, срывать, шуметь»: когда-то первые люди селились вдоль речки, которая берёт начало на водоразделе — возвышенности между деревней Шумерлей и Туванами (с этой возвышенности берут своё начало Большой Цивиль и маленькие речки, впадающие в реку Палан). Весной, в половодье, она приобретала большую скорость и разрушающую силу[32][33].

### Оронимы
- Вязовские горы (тат. Карамалы таулары, чув. Хурама тусем) — по всей видимости, из-за характера растительности -вязовых лесов, покрывающих берега Волги.